# Ешли (име)
Ешли (енгл. Ashley) је унисекс име и презиме енглеског порекла. Као и већина презимена која су постала имена, ово име је првобитно давано само мушкој деци, нарочито у Енглеској. Крајем 20. века почело је да се користи и као женско име, како у Уједињеном Краљевству, тако и у САД.
Име води порекло од староенглеских речи „æsc“ (срп. јасен) и „lēah“ (срп. шума). Према томе, Ешли значи „онај који станује поред јасенове шуме“.
Како је име својевремено стекло велику популарност, појавили су се различити начини писања истог:

## Популарност женског имена у САД
| Година | Место |
| ------ | ----- |
| 2000   | 4     |
| 2001   | 4     |
| 2002   | 6     |
| 2003   | 8     |
| 2004   | 8     |
| 2005   | 10    |
| 2006   | 12    |
| 2007   | 13    |
| 2008   | 18    |